# Édith Moskovic

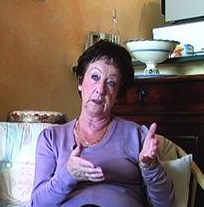
Moskovic em 2007

Édith Moskovic (12 de agosto de 1931 - 8 de junho de 2021) foi uma sobrevivente do Holocausto e activista francesa.
Em 2009 ela foi nomeada cavaleiro da Legião de Honra.